# Taletellers
Die Taletellers sind eine Heavy-Metal-Band aus Saarbrücken, Deutschland. Die Band stand bei Metalville unter Vertrag und veröffentlichte zwei Alben und eine EP. Ihr Stil war eine Mischung aus Metal, Rock ’n’ Roll und Hard Rock. Der Bandname stammt von der Band Taletellers Soulsellers, in der Alan Costa vor der Bandgründung von Taletellers gespielt hat. 2011 wurde die Gruppe in AC Angry umbenannt.

## Geschichte
Taletellers wurden Ende 2005 von Alan Costa (Gitarre/Gesang) und Stefan Kuhn (Gitarre) gegründet. 
Im März 2006 ging die Band erstmals ins Studio und nahm ihr erstes Lebenszeichen, die EP The Missiles of Mercy auf, die sehr gute Kritiken in den Underground Rock- und Metal-Magazinen bekam.
Für das Cover konnte man den renommierten Künstler Mark Wilkinson beauftragen (Judas Priest „Painkiller“, Iron Maiden, Megadeth, Led Zeppelin etc.). 
Auf der EP ist auch schon die erste Version des Songs „Bad Motherfucker“ vertreten, der sich in verschiedenen Internet Music Charts für mehr als sechs Monate auf Platz 1 halten konnte und mehrmals mit „Track of the Day“, „Track of the Week“, „Best Lyrics“ und „Most Rocking Track“ ausgezeichnet wurde.
Im Frühjahr 2007 begann die Band mit dem Schreiben neuer Songs. 
Im Oktober 2007 begannen Taletellers in den Su2-Studios in Illingen, Deutschland mit den Aufnahmen zu ihrem Debütalbum Detonator. Für das Cover konnte man wieder Mark Wilkinson verpflichten.
Im Mai 2008 unterschrieben Taletellers einen Vertrag bei Hammersound. „Detonator“ wurde im September 2008 veröffentlicht. 
Detonator bekam durchweg positive Kritiken und wurde vom Schweizer Internet-Musikmagazin Metal Factory auf den 3. Platz der Monatswertung gewählt und erhielt 9 von 10 Punkte.
2009 ging die Band auf ihre erste Europa-Tournee als Support von Grave Digger und Alestorm.
Die Tour führte durch 23 europäische Städte in Deutschland, Frankreich Spanien, Italien, Slowenien, Kroatien, Tschechien und Belgien.
2010 ging die Band erneut ins Studio und tat sich wieder mit Phil Hillen von Su2-Studio zusammen, um das zweite Album aufzunehmen.
Für das Artwork konnte man natürlich wieder Mark Wilkinson verpflichten.
Anfang 2011 unterzeichnete die Band einen Plattenvertrag bei Metalville.
Am 25. März 2011 erschien das zweite Album Radicalizer in Europa und am 19. April 2011 in Nordamerika.

## Diskografie

### Alben
- Detonator (2008)
- Radicalizer (2011)

### EPs
- The Missiles Of Mercy (2006)